# Partitiones
Partitiones xii versuum Aeneidos principalium is een werk van de laat-antieke grammaticus Priscianus, die rond 500 na Chr. Latijn onderwees in het Griekstalige milieu van het Byzantijnse Constantinopel. Het werk, opgesteld in dialoogvorm, biedt een gedetailleerde metrische en grammaticale analyse van elk eerste vers van de twaalf boeken van Vergilius’ Aeneis. In de middeleeuwen kende het werk succes als handboek voor het onderricht in Latijn. De term partitio(nes), “opdeling(en), verdeling(en)”, leeft voort in de moderne taalkundige begrippen parsing en parsing grammar.

## Inhoud

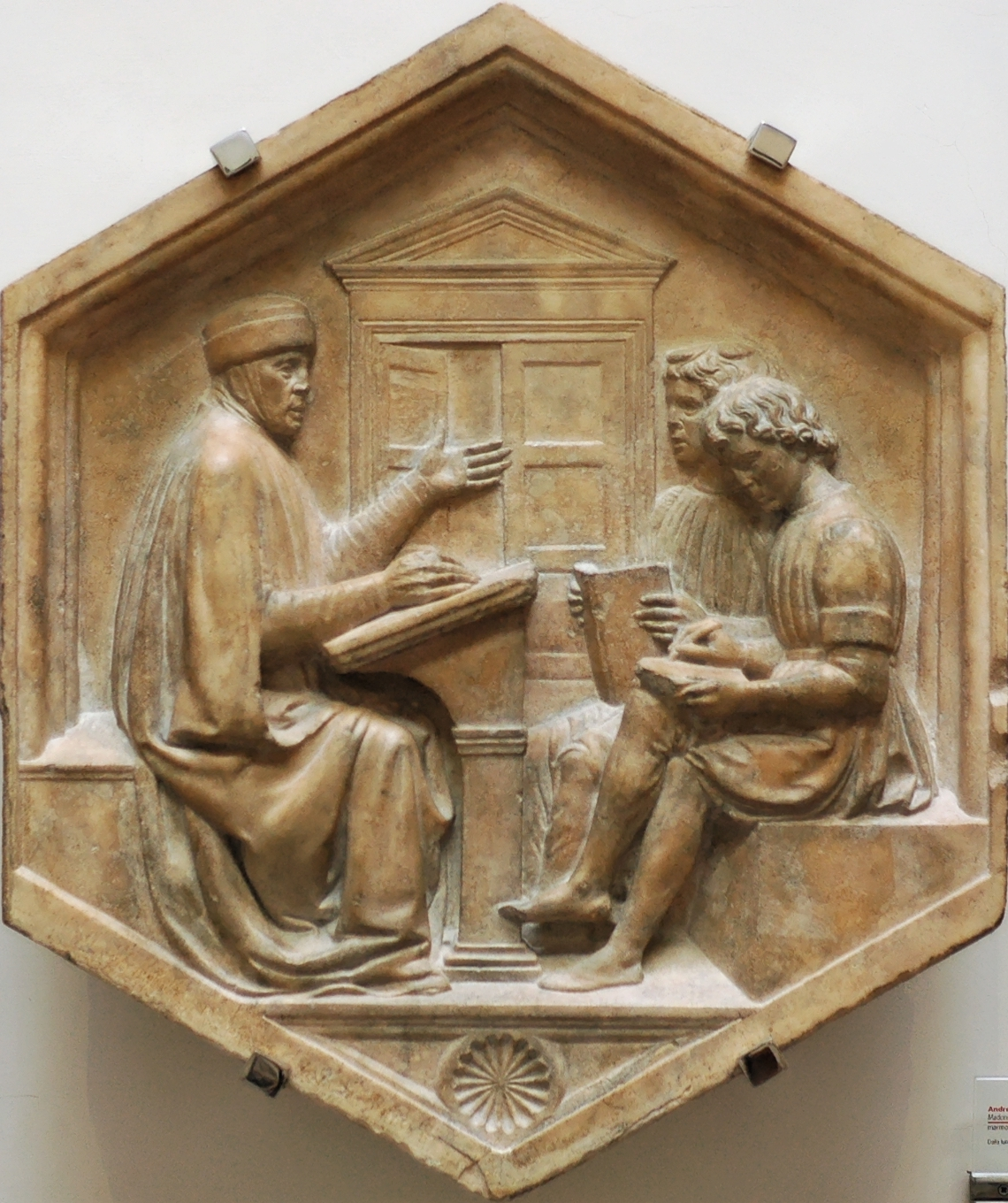
Reliëf uit de klokkentoren van Firenze door Luca della Robia waarop Priscianus te zien is die zijn leerlingen onderwijst.

Priscianus, vooral bekend door zijn omvangrijk werk Institutiones grammaticae, schreef ook enkele kleinere, meer elementaire werken voor het taalonderricht, zoals de Partitiones. Hierin vindt de lezer naast een metrische bespreking een gedetailleerde grammaticale woord-voor-woordanalyse van telkens het eerste vers de twaalf boeken van Vergilius’ Aeneis. Hoewel in de Partitiones dus slechts twaalf verzen worden besproken, beslaat het werk in gedrukte moderne tekstuitgaven een vijftigtal pagina’s. Priscianus bespreekt na de correcte scansie van een vers immers elk woord van het vers afzonderlijk. Bij het eerste vers van boek I wordt die scansie tevens voorafgegaan door een algemene bespreking van de dactylische hexameter, de opbouw ervan en de verhouding tot andere antieke versmaten. Bij de woord-voor-woordanalyse heeft Priscianus, net zoals in zijn Institutiones en volledig in lijn met de traditionele grammatica-studie, voornamelijk aandacht voor woordklassen en hun morfologische eigenschappen. Daarnaast gaat hij in op syntactische relaties en derivationele vormen. Priscianus’ grammaticale inzichten vormen een synthese van de opvattingen van zijn Griekse en Latijnse voorgangers; zijn grote voorbeelden zijn de Alexandrijnse grammatici Apollonius Dyscolus en Herodianus.

## Opbouw van het werk
De Partitiones is opgedeeld in twaalf delen, die het eerste vers van elk boek van de Aeneis behandelen. De bespreking is telkens op dezelfde manier opgebouwd: eerst scandeert Priscianus het vers in de dactylische hexameter met aandacht voor de cesuren, de verdeling in dactylen en spondeeën en het aantal individuele versvoeten. Na de metrische bespreking gaat Priscianus over tot een opsomming van het aantal woorden van elke woordsoort, waarbij hij zeven partes orationis onderscheidt: (nomina, verba, participia, pronomina, praepositiones, adverbia en coniunctiones). Woordsoorten die voor het eerst in het werk aan bod komen worden daarbij uitvoerig besproken en gedefinieerd. Op die algemene bespreking van de woordsoorten volgt de eigenlijke partitio: een gedetailleerde woord-voor-woordanalyse van het vers zoals hierboven beschreven. Tot slot vermeldt Priscianus bij elke bestudeerde vorm de mogelijke woordafleidingen en biedt hij vermeldingen daarvan bij klassieke Latijnse auteurs.
De Partitiones is opgebouwd in vraag- en antwoordvorm. Die opbouw strookt met de didactische opzet van Priscianus en ligt in lijn met de structuur van Latijnse grammatica’s zoals de Ars Minor van zijn voorganger Aelius Donatus. In de opbouw van de analyses in dialoogvorm van de Latijnse woorden is telkens een gelijklopende evolutie te herkennen van een ondervragende dialoog over de woordsoort en grammaticale kenmerken naar een eenzijdige uiteenzetting van de mogelijke derivationele vormen. Onderstaand voorbeeld illustreert de opbouw van Priscianus’ analyse van het woord signum uit het eerste vers van het achtste boek van de Aeneis: Ut belli signum Laurenti Turnus ab arce (Aen. VIII,1).
| Signum quae pars orationis est? Nomen. Quale? Appellativum. Cuius speciei? Primitivae. Fac ab eo derivativum. Diminutivum sigillum, verbum signo signas signat et signio signis et ex eo compositum insignio insignis, unde insignitus. Praeterea significo significas significat et signifer et antesignatus, hoc est propugnator signorum, et designo, unde designatus, et resigno, ut in quarto Aeneidos ‘et lumina morte resignat’. | Welke woordsoort is ‘signum’? Een naamwoord. Wat voor één? Een soortnaam. Van welke soort? Primair. Geef de afgeleide vormen. Het verkleinwoord is sigillum (beeldje, zegel); de afgeleide werkwoorden zijn signo signas (aanduiden) en signio signis (met een teken markeren), alsook een samengesteld werkwoord op basis van dit laatste, insignio insignis (markeren), waarvan insignitus (onderscheiden) komt. Daarnaast significo significas significat (betekenen), signifer (standaard-drager), antesignanus (soldaat aan de frontlinie): letterlijk ‘hij die vecht voor de veldtekens’, designo (aanduiden), waarvan ‘designatus’ komt, en resigno, zoals staat in boek IV van de Aeneis: ‘et lumina morte resignat’ (Aen. IV 244). |

## Overlevering
De Partitiones kende een groot succes als handboek Latijn in de middeleeuwen, vooral vanaf de Karolingische periode. Van de tekst zijn 65 manuscripten overgeleverd; ongeveer acht procent van alle manuscripten van Priscianus. De bewaarde tekstgetuigen stammen uit een lange periode: tussen de negende en de zestiende eeuw, met vooral manuscripten uit de negende en de vijftiende eeuw, wat in verband gebracht kan worden met respectievelijk de Karolingische Renaissance en de opkomst van het humanisme. Law stelt dat de handschriftentraditie een indicatie kan bieden van de populariteit van de Partitiones, dat volgens haar vooral succes kende na deherontdekking van Priscianus' werk in de negende eeuw.

## Nawerking
Priscianus’ Partitiones vormde doorheen de middeleeuwen de basis van het mondelinge taalonderricht, meer bepaald in het stadium waarin men de leerling ondervroeg over zijn grammaticale kennis, in directe toepassing op een literaire tekst. Door de vraag-en antwoordvorm ondersteunt het werk de geleidelijke ontrafeling van de formele en semantische eigenschappen van elk woord alsook de bepaling van het grammaticale statuut, componenten die de hoeksteen vormden van het grammatica-onderwijs. Op die manier inspireerde Priscianus tijdens de Karolingische periode nieuwe genres van grammatica, maar die didactische benadering, en tegelijk de invloed van de Partitiones, bleef voortleven tot lang na de middeleeuwen. Het succes van deze analytische procedure blijkt uit het feit dat de term partitio nog steeds voortleeft in hedendaagse begrippen als parsing en parsing grammars: de al dan niet computergestuurde analyse van taalelementen volgens hun formele kenmerken.

### Citaten
1. ↑  Law 2003, 88.
2. ↑  Law 2003, 88-89.
3. ↑  Glück 1967, 133.
4. 1 2  Law 2003, 148.
5. 1 2  Law 2003, 87.
6. ↑  PRISCIANI PARTITIONES DVODECIM VERSVVM AENEIDOS PRINCIPALIVM. (2009). In Grammatici Latini (pp. 457–516). Cambridge University Press. https://doi.org/10.1017/CBO9780511704628.012
7. ↑  Jeudy 1971, 123.
8. 1 2  Kraus 2009, 69.
9. ↑  Passalacqua 1999, xli-xliii.